# مقاطعة بارين (كنتاكي)
مقاطعة بارين (بالإنجليزية: Barren County)‏ هي إحدى المقاطعات في ولاية كنتاكي في الولايات المتحدة الأمريكية.

## أعلام
- والتر إيفانز
- جوزيف هوراس لويس
- فلويد كولينز
- راسيل بولز